# Đại sứ thiện chí UNIDO
Các Đại sứ thiện chí của UNIDO là người sử dụng tài năng hay sự nổi tiếng của mình để truyền bá tư tưởng của UNIDO, đặc biệt là thu hút sự chú ý của giới truyền thông. Chất chuyên ngành khác nhau của người ủng hộ bao gồm những người hoạt động vì hòa bình, hoạt động thể thao, hay làm Đặc phái viên.

## Các Đại sứ thiện chí
Các Đại sứ thiện chí
| Năm  | Đại sứ               | Nước     | Hoạt động                                         |
| ---- | -------------------- | -------- | ------------------------------------------------- |
| 2005 | Reinosuke Hara       | Nhật Bản | Hayama Capital Inc.                               |
| 2005 | Peter Sutherland     | Ireland  | Kinh doanh, Chính trị                             |
| 2005 | Mario Baccini        | Ý        | Chính trị, Chủ tịch Italian Microcredit Institute |
| 2004 | Mamadou Mansour Cama | Sénégal  | Kinh doanh                                        |